# Tom Browne
Tom Browne, född 30 oktober 1954 i Queens i New York, är en amerikansk jazztrumpetare som blev känd när han spelade med Sonny Fortune. Han är mest ihågkommen för låtarna Funkin' for Jamaica (N.Y.) som var etta på R&B-listan och en topp 10 hit i Storbritannien och Thighs High (Grip Your Hips and Move) som var fyra på R&B-listan.

## Diskografi
- Browne Sugar (1979)
- Love Approach (1979)
- Magic (1981)
- Yours Truly (1981)
- Rockin' Radio (1983)
- Tommy Gun (1984)
- No Longer I (1988)
- Mo' Jamaica Funk (1994)
- Another Shade of Browne (1996)
- R 'N' Browne (1999)